# بوب جونز
بوب جونز (بالإنجليزية: Bob Jones)‏ (و. 1945 – م) هو لاعب هوكي الجليد، من كندا.

## روابط خارجية
- بوب جونز على موقع دوري الهوكي الوطني (الإنجليزية)
- بوب جونز على موقع EliteProspects.com (الإنجليزية)
- بوب جونز على موقع HockeyDB.com (الإنجليزية)
- بوب جونز على موقع Hockey-Reference.com (الإنجليزية)